# Проблемы Дальнего Востока
Пробле́мы Да́льнего Восто́ка — периодический научный и общественно-политический журнал, издаваемый Институтом Дальнего Востока РАН. Журнал освещает изучение в России различных аспектов современного положения в странах и регионах Дальнего Востока, в том числе российского Дальнего Востока, международных отношений и политики России в АТР. Выходит на русском и английском языках. Журнал адресован специалистам, занимающимся всесторонним изучением процессов, происходящих в Азиатско-Тихоокеанском регионе.

## История
Издаётся с марта 1972 года. Главные редакторы: член-корр. АН СССР М. И. Сладковский (1972—1985), В. А. Архипов (1986—1987, и. о.), д.и.н. В. Б. Воронцов (1988—1993), д.и.н. А. М. Григорьев (1994—2005), д.э.н. В. Я. Портяков (2005—2021), д.пол.н. А. В. Виноградов (с 2021).

## Редакционная коллегия
В состав редколлегии входят: А. Ачария (Индия), М. Бастид-Брюгер (Франция), к.э.н. О. Н. Борох, д.и.н. Д. И. Бураев, д.пол.н. А. Д. Воскресенский, к.и.н. А. С. Давыдов, д.и.н. В. Г. Дацышен, к.пол.н. А. З. Жебин, д.и.н. В. П. Зимонин, д.и.н. Е. А. Канаев, к.и.н. А. Н. Карнеев, д.и.н. В. О. Кистанов, д.пол.н. Я. В. Лексютина, д.и.н. А. В. Ломанов, д.и.н. С. Г. Лузянин, д.э.н. В. М. Мазырин, д.и.н. Н. Л. Мамаева, акад. П. А. Минакир, д.э.н. Л. В. Новосёлова, д.э.н. А. В. Островский (зам. главного редактора), д.пол.н. В. Е. Петровский, д.э.н. В. Я. Портяков, д.и.н. Н. А. Самойлов, д.э.н. С. С. Суслина, У Эньюань (КНР), к.и.н. С. В. Уянаев, Ху Аньган (КНР), Чжу Сяньпин (КНР).